# Joaquín Berges
Joaquín Berges (Zaragoza, Aragón (España), - 1965) es un escritor español que publica en la editorial Tusquets Editores.

## Bio bibliografía
Licenciado en Filología Hispánica por la Universidad de Zaragoza en 1989.
En 2009 publicó su primera novela "El Club de los Estrellados", que fue calurosamente recibida tanto por la crítica como por los lectores. Fue elegida como “Mejor Ópera Prima en Castellano” entre las novelas presentadas al Festival du Premier Roman de Chambéry Archivado el 2 de diciembre de 2018 en Wayback Machine. (Francia), que se celebró en mayo de 2010 en la capital de la Saboya francesa. 
En 2011 publicó su segunda novela "Vive como puedas", una divertida novela de enredo donde lo cómico se entreverá con lo emotivo, como en las mejores películas de Frank Capra, a quien el autor homenajea con este título. La novela ha sido reimpresa varias veces, se ha traducido a varios idiomas y ha cosechado excelentes críticas. Se ha dicho de ella que "es un soplo de aire fresco en la literatura española".
En 2012 publica su próxima novela, "Un estado del malestar", una clarividente comedia satírica en medio de una historia de amor y redención que fue galardonada con el Premio Cálamo al libro del año. 
En 2014 publica "La línea invisible del horizonte", una historia de superación personal y redención que transcurre en un pequeño pueblo del Pirineo y es un homenaje del autor a las montañas. 
En 2015 publica su quinta novela, el divertimento titulado "Nadie es perfecto", que es sin duda su obra más humorística y una de las comedias más divertidas de la literatura española. 
En diciembre de ese mismo año recibe el premio en la categoría Letras en la I edición de los Premios Artes&Letras que concede el suplemento cultural del diario Heraldo de Aragón. 
En marzo de 2017 publica "Una sola palabra", una historia contada con extraordinaria sensibilidad y creciente intensidad emotiva. La obra conoce varias ediciones y es traducida a varios idiomas. 
En noviembre de 2018 publica "Los Desertores", donde se basa en un hecho real (la Batalla del Somme de la Primera Guerra Mundial) para contar una historia de redención en la que un protagonista de ficción viaja a la realidad del pasado.
En abril de 2021 publica "Peregrinas", un viaje de humor y emoción protagonizado por tres ancianas que se escapan de la residencia donde viven, justo cuando comienza la nueva normalidad, para hacer el Camino de Santiago al revés, esto es, viajando hacia el Mediterráneo en lugar de hacia el Atlántico.
En abril de 2023 publica "Ganas de Vivir", una ingeniosa comedia de enredos familiares sobre los eternos aspirantes a la felicidad, que transcurre íntegramente en la ciudad natal del autor, Zaragoza, y está repleta de personajes excéntricos que, sin embargo, son claramente reconocibles a nuestro alrededor.